# Xizangiana namchabarwa
Espèce
Xizangiana namchabarwa est une espèce d'araignées aranéomorphes de la famille des Gnaphosidae.

## Distribution
Cette espèce est endémique du Tibet en Chine,. Elle se rencontre vers Linzhi.

## Description
Le mâle holotype mesure 3,70 mm et la femelle paratype 3,39 mm, les femelles mesurent de 3,30 à 4,74 mm.

## Systématique et taxinomie
Cette espèce a été décrite par Liu et Zhang en 2023.

## Étymologie
Son nom d'espèce lui a été donné en référence au lieu de sa découverte, le Namcha Barwa.

## Publication originale
- Liu, Wang & Zhang, 2023 : « Revision of the genus Xizangiana Sherwood, Li & Zhang, 2022, with descriptions of five new species (Araneae: Gnaphosidae). » Zootaxa, no 5346(4), p. 443-468.